# Filmåret 1957

## Academy Awards, Oscar: (i urval)
| Kategori:                  | Vinnare:                             |
| -------------------------- | ------------------------------------ |
| Bästa film:                | Bron över floden Kwai                |
| Bästa regi:                | David Lean (Bron över floden Kwai)   |
| Bästa manliga huvudroll:   | Alec Guiness (Bron över floden Kwai) |
| Bästa kvinnliga huvudroll: | Joanne Woodward (Evas tre ansikten)  |
| Bästa manliga biroll:      | Red Buttons (Sayonara)               |
| Bästa kvinnliga biroll:    | Miyoshi Umeki (Sayonara)             |
| Bästa utländska film:      | Le Notti di Cabiria (Italien)        |

Se här för komplett lista

## Årets filmer

### A - G
- 12 edsvurna män
- Aldrig i livet
- Allt om kärlek
- Aparajito
- Blommor åt gudarna
- Bron över floden Kwai
- Cabirias nätter
- Det sjunde inseglet
- Dobrý voják Švejk
- En djungelsaga
- Ett ansikte i mängden
- Far till sol och vår
- Förlåt, vi är visst gifta
- Gårdarna runt sjön
- Gäst i eget hus

### H - N
- Hennes vilda man
- Jailhouse Rock
- Johan på Snippen tar hem spelet
- Kyss dom från mej
- Kär i Paris
- Les Girls
- Let's All Go to the Lobby
- Lille Fridolf blir morfar
- Livets vår
- Mamma tar semester
- Med glorian på sned
- Moder Indien
- Mästerdetektiven Blomkvist lever farligt[1]
- Möten i skymningen
- Nio liv

### O - U
- Prästen i Uddarbo
- Pyjamasleken
- Räkna med bråk
- Segerns sötma
- Smultronstället
- Snödrottningen
- Som man bäddar...
- Sommarnöje sökes
- Spirit of St Louis
- Stolthet och passion
- Synnöve Solbakken

### V - Ö
- Vildmarkssommar
- Värmlänningarna
- Älskare på prov
- Åsa-Nisse i full fart[2]

## Födda
- 12 januari – John Lasseter, amerikansk animatör, manusförfattare, regissör och filmproducent.
- 4 februari – Don Davis, amerikansk filmmusikkompositör.
- 6 februari
  - Kathy Najimy, amerikansk skådespelare.
  - Sven Nordin, norsk skådespelare.
- 9 februari – Carina Lidbom, svensk skådespelare.
- 16 februari – LeVar Burton, amerikansk skådespelare.
- 19 februari – Ray Winstone, brittisk skådespelare.
- 22 februari – Ashok Amritraj, indisk filmproducent och professionell tennisspelare.
- 25 februari – Ing-Marie Carlsson, svensk skådespelare.
- 27 februari – Timothy Spall, brittisk skådespelare.
- 28 februari – John Turturro, amerikansk skådespelare.
- 3 mars – Themis Bazaka, grekisk skådespelare.
- 4 mars – Mykelti Williamson, amerikansk skådespelare.
- 10 mars – Shannon Tweed, kanadensisk-amerikansk skådespelare och fotomodell.
- 15 mars – David Silverman, amerikansk animatör.
- 12 mars – Marlon Jackson, amerikansk skådespelare och musiker, medlem i The Jackson Five.
- 17 mars
  - Sissela Kyle, svensk skådespelare och komiker.
  - Mari Maurstad, norsk skådespelare och författare.
- 20 mars – Spike Lee, amerikansk regissör.
- 24 mars – Samuel Fröler, svensk skådespelare.
- 28 mars – Jessica Zandén, svensk skådespelare.
- 29 mars
  - Erik Blix, svensk journalist, programledare och skådespelare.
  - Christopher Lambert, fransk-amerikansk skådespelare.
- 12 april – Inga-Lill Andersson, svensk skådespelare.
- 29 april
  - Daniel Day-Lewis, brittisk skådespelare.
  - Birgitte Söndergaard, svensk skådespelare.
- 11 maj – My Holmsten, svensk dansare och skådespelare.
- 12 maj – Marie Delleskog, svensk skådespelare.
- 14 maj – Jimmy Karlsson, svensk regissör, manusförfattare och producent.
- 17 maj – Tord Tjädersten, svensk barnskådespelare.
- 21 maj
  - Staffan Hallerstam, svensk skådespelare som sadlade om till läkare.
  - Judge Reinhold, amerikansk skådespelare.
- 22 maj – Hege Schøyen, norsk skådespelare.
- 29 maj – Ted Levine, amerikansk skådespelare.
- 17 juni – Jon Gries, amerikansk skådespelare.
- 22 juni – Kajsa Reingardt, svensk skådespelare.
- 9 juli – Kelly McGillis, amerikansk skådespelare.
- 16 juli – Faye Grant, amerikansk skådespelare.
- 21 juli
  - Sulev Keedus, estnisk regissör.
  - Jon Lovitz, amerikansk skådespelare.
- 23 juli
  - Kate Buffery, brittisk skådespelare.
  - Theo van Gogh, nederländsk filmskapare.
- 26 juli – Yuen Biao, kinesisk skådespelare.
- 10 augusti – David Crane – amerikansk producent och manusförfattare.
- 12 augusti – Isaach De Bankolé, ivoriansk skådespelare.
- 18 augusti
  - Carole Bouquet, fransk skådespelare.
  - Denis Leary, amerikansk skådespelare.
- 19 augusti – Martin Donovan, amerikansk skådespelare.
- 24 augusti – Stephen Fry, brittisk författare och skådespelare.
- 2 september – Tibor Gáspár, ungersk skådespelare.
- 6 september – Kaj Nuora, svensk skådespelare.
- 12 september – Hans Zimmer, tysk filmmusikkompositör.
- 21 september – Ethan Coen, amerikansk regissör, manusförfattare och filmproducent.
- 22 september – Nick Cave, australisk musiker, låtskrivare, poet, författare och skådespelare.
- 27 september – Karin Sjöberg, svensk skådespelare.
- 29 september – Lotta Ramel, svensk skådespelare.
- 22 oktober – Pär Sundberg, svensk barnskådespelare.
- 30 oktober – Kevin Pollak, amerikansk skådespelare.
- 3 november – Dolph Lundgren, svensk skådespelare.
- 6 november – Lori Singer, amerikansk skådespelare och cellist.
- 7 november – Göran Ragnerstam, svensk skådespelare.
- 8 november – Charlotta Larsson, svensk skådespelare och teaterregissör.
- 16 november
  - Jacques Gamblin, fransk skådespelare.
  - Mikael Rahm, svensk skådespelare.
- 21 november – Håkan Bjerking, svensk teater- och filmregissör och producent.
- 10 december
  - Jonna Arb, svensk skådespelare.
  - Michael Clarke Duncan, amerikansk skådespelare.
- 21 december – Ray Romano, amerikansk skådespelare och komiker.

## Avlidna
- 8 januari – Benkt-Åke Benktsson, 50, svensk skådespelare och regissör.
- 14 januari – Humphrey Bogart, 57, amerikansk skådespelare.
- 2 april – Gustaf Hedström, 73, svensk operettsångare, skådespelare och sång- och talpedagog.
- 15 april – Gustaf Hedberg, 45, svensk skådespelare, sångare och producent.
- 12 maj – Erich von Stroheim, 71, österrikisk-amerikansk skådespelare och filmregissör.
- 24 maj – Anna Gräber, 69, svensk skådespelare, opera- och operettsångerska och sångpedagog.
- 22 juni – Björn Hodell, 71, svensk teaterchef, manusförfattare och författare.
- 13 juli – Anna Norrie, 97, svensk skådespelare och operettsångerska.
- 7 augusti – Oliver Hardy, 65, amerikansk skådespelare.
- 9 augusti – Berta Hillberg, 71, svensk skådespelare.
- 23 augusti – Lille Bror Söderlundh, 45, svensk tonsättare och vissångare.
- 4 september – Marianne Löfgren, 47, svensk skådespelare.
- 19 september – Edvard Persson, 69, svensk skådespelare och sångare.
- 7 oktober – Knut Lindroth, 84, svensk skådespelare.
- 12 oktober – Anders Sandrew, 72, svensk produktionschef för Sandrews-koncernen.
- 27 oktober – Carl-Harald, 72, svensk skådespelare.
- 18 november – Carl Ström, 69, svensk skådespelare.
- 23 november – Pia Skoglund, 26, svensk skådespelare.
- 25 november – Per Hjern, 58, svensk skådespelare.
- 23 december – Gösta Lycke, 63, svensk skådespelare.

### Fotnoter
1. ↑  ”Astrid Lindgren”. http://www.astridlindgren.se/verken/filmerna/filmlista. Läst 21 mars 2011.
2. ↑  IMDB, läst 1 mars 2012